# Dicopus halitus
Dicopus halitus är en stekelart som beskrevs av Girault 1911. Dicopus halitus ingår i släktet Dicopus och familjen dvärgsteklar. Inga underarter finns listade i Catalogue of Life.